# Pares
Monte Pares (Pares o Sas da Crosta in ladino, Paresberg in tedesco), è una montagna delle Dolomiti, nel gruppo delle Dolomiti Orientali di Badia, alta 2.396 m.
Il monte Pares separa la val di Spessa dalla val di Marebbe. Si distacca dal Sasso di Santa Croce al passo di Sant'Antonio, facendo in tal modo un gruppo a parte assieme alla cima di Sant'Antonio e Furcia dai Fers e si prolunga, sovrastando la valle di Marebbe a nord e l'alpe di Rit a sud fino al gigo di Rit a ovest.
In realtà il suo culmine possiede due nomi. Mentre il nome Pares è quello usato dagli abitanti di La Valle passato poi alla lingua italiana, mentre il nome Sas de Crosta è quello usato dagli abitanti di Marebbe.
Pares fa parte inoltre del parco naturale Fanes - Sennes - Braies e del patrimonio UNESCO Dolomiti
La cima è raggiungibile da sud, dall'alpe di Rit, sopra la località di La Valle.